# Enneapterygius rhabdotus
Enneapterygius rhabdotus es una especie de pez de la familia Tripterygiidae en el orden de los Perciformes.

## Morfología
• Los machos pueden llegar alcanzar los 2,7 cm de longitud total.

## Hábitat
Es un pez de mar  y de clima tropical que vive entre 1-8 m de profundidad.

## Distribución geográfica
Se encuentra en el Pacífico occidental central.